# Capadocia (sèrie de TV)
Capadocia és una sèrie dramàtica mexicana de televisió emesa per HBO Latin America en tres temporades, la primera emesa en 2008, la segona en 2010 i la tercera en 2012. El guió és de Laura Sosa, Leticia López Margalli, Guillermo Ríos i Carmen Madrid, i narra la vida de diverses dones que per diferents raons són empresonades. La història transcorre en una presó reformista de Ciutat de Mèxic on hi ha una lluita d'interessos entre la Teresa Lagos i el Federico Márquez per implementar els seus projectes dins la presó.